# Хьюитт, Джон
Джон Хью́итт (John Hewitt; 23 декабря 1880, Дронфилд близ Шеффилда, Англия — 4 августа 1961, Грэхэмстаун, ЮАР) — южноафриканский и малайзийский зоолог-герпетолог и археолог британского происхождения. Открыватель ряда новых видов змей, а также археологических культур — уилтонской и Ховисонс-Порт.
В 1903 году окончил с отличием Колледж Иисуса (Jesus College) Кембриджского университета со специализацией в естественных науках. С 1905 по 1908 годы занимал должность куратора Саравакского музея в г. Кучинг (Саравак, Малайзия). В 1909 году переехал в ЮАС, где занял должность ассистента куратора Трансваальского музея (англ. Transvaal Museum) в Претории. В 1910 году назначен на должность директора Музея Олбани (англ. Albany Museum) в Грэхэмстауне, с которой ушёл в отставку в 1958 году.
Был одним из членов-основателей Южноафриканской музейной ассоциации. После его ухода с должности директора в 1958 году в честь него назвали новое крыло Музея Олбани.
В сотрудничестве с К. У. Уилмотом раскопал пещеру на ферме Уилтон, находки в которой были отнесены к ранее неизвестной уилтонской культуре.
Вместе с преподобным А. П. Стэплтоном опубликовал первое сообщение о культуре Ховисонс-Порт — одной из древнейших культур, созданных человеком современного типа.
Его дочь Флоренс Эллен Хьюитт (1910—1979) была преподавателем и альгологом.